# The Greatest Movie Ever Sold
POM Wonderful Presents: The Greatest Movie Ever Sold, ook bekend als The Greatest Movie Ever Sold is een Amerikaanse documentairefilm uit 2011 van regisseur Morgan Spurlock.

## Inhoud
Spurlock liet zijn documentaire geheel sponsoren en filmde de gesprekken met de bedrijven waar hij mee onderhandelde. De film geeft de kijker inzicht in de wereld van de sluikreclame. De film bevat interviews met onder andere Noam Chomsky, Ralph Nader, Donald Trump, J. J. Abrams en Quentin Tarantino. De regisseur wordt geïnterviewd door Jimmy Kimmel. Er is ook een interview met de band OK Go, die het titellied maakte.